# Кокшанка
Кокша́нка (Косманка, рос. Кокшанка) — річка в Граховському районі Удмуртії та Менделєєвському районі Татарстану, Росія, ліва притока Єрикси.
Довжина річки становить 19 км. Бере початок на Можгинської височини, впадає до Єрикси нижче села Татарський Кокшан.
Назва річки походить від марійського слова какшан — коряга, що означає протікання річки через ліси. На річці розташовані села Кокшан, Новогорське, Новий Кокшан, Татарський Кокшан. В усіх цих селах збудовані автомобільні мости, в Новогорському — ставок.